# Горбовичи (Гомельская область)
Горбовичи (бел. Гарбавічы) — агрогородок, центр Горбовичского сельсовета Калинковичского района Гомельской области Беларуси.

## География

### Расположение
В 11 км на северо-запад от районного центра и железнодорожной станции Калинковичи (на линии Гомель — Лунинец), 132 км от Гомеля.

### Гидрография
На востоке канава Ненач.

## Транспортная сеть
Транспортные связи по просёлочной, затем автомобильной дороге Гомель — Лунинец. Планировка состоит из прямолинейной, почти меридиональной улицы, к которой на юге присоединяется улица с широтной ориентацией, раздваивающаяся на западе. Застройка двусторонняя, деревянная усадебного типа.

## История
По письменным источникам известна с XVI века как деревня в Минском воеводстве Великого княжества Литовского. По материалам метрики короля Сигизмунда II Августа В 1572 году село в Мозырской волости, владение К. Стужинского. С 1580 года во владении Стефана Лавейки. В 1769 году Я. Аскерко сделал фундушевую запись в пользу местной церкви.
После 2-го раздела Речи Посполитой (1793 год) в составе Российской империи. В 1834 году владение Горвата. В 1879 году обозначена как селение в Дудичском церковном приходе. В 1887 году открыто народное училище, которое разместилось в наёмном крестьянском доме. Около деревни прошел проложенный экспедицией И. Жилинского в 1878-80 годы магистральный канал Ненач (62 версты). Согласно переписи 1897 года действовал хлебозапасный магазин. В 1908 году в Дудичской волости Речицкого уезда Минской губернии.
В 1930 году организован колхоз «3-съезд колхозов», работали кузница и 2 ветряные мельницы. Действовали 2 начальные школы (в 1935 году 257 учеников). Во время Великой Отечественной войны в боях около деревни погибли 66 советских солдат и партизан (похоронены в братской могиле около (старой) школы). Освобождена 14 января 1944 года частями  75-й гвардейской стрелковой дивизии . В мае 1944 года деревня находилась в прифронтовой полосе и жители были переселены в деревню Турцевичи, где они размещались до начала операции «Багратион», пока военные действия переместились далеко от этих мест. 68 жителей погибли на фронте. С 28 июня 1973 года центр Горбовичского сельсовета. Центр подсобного хозяйства производственного объединения «Райсельхозхимия». Расположены средняя школа, клуб, библиотека, фельдшерско-акушерский пункт, отделение связи, 2 магазина.

## Население

### Численность
- 2004 год — 163 хозяйства, 352 жителя.

### Динамика
- 1795 год — 30 дворов.
- 1834 год — 34 двора.
- 1897 год — 59 дворов, 406 жителей (согласно переписи).
- 1908 год — 70 дворов, 538 жителей.
- 1959 год — 952 жителя (согласно переписи).
- 1970 год — 243 двора, 945 жителей.
- 2004 год — 163 хозяйства, 352 жителя.

## Достопримечательность
- Братская могила советских воинов и партизан